# Stureplan

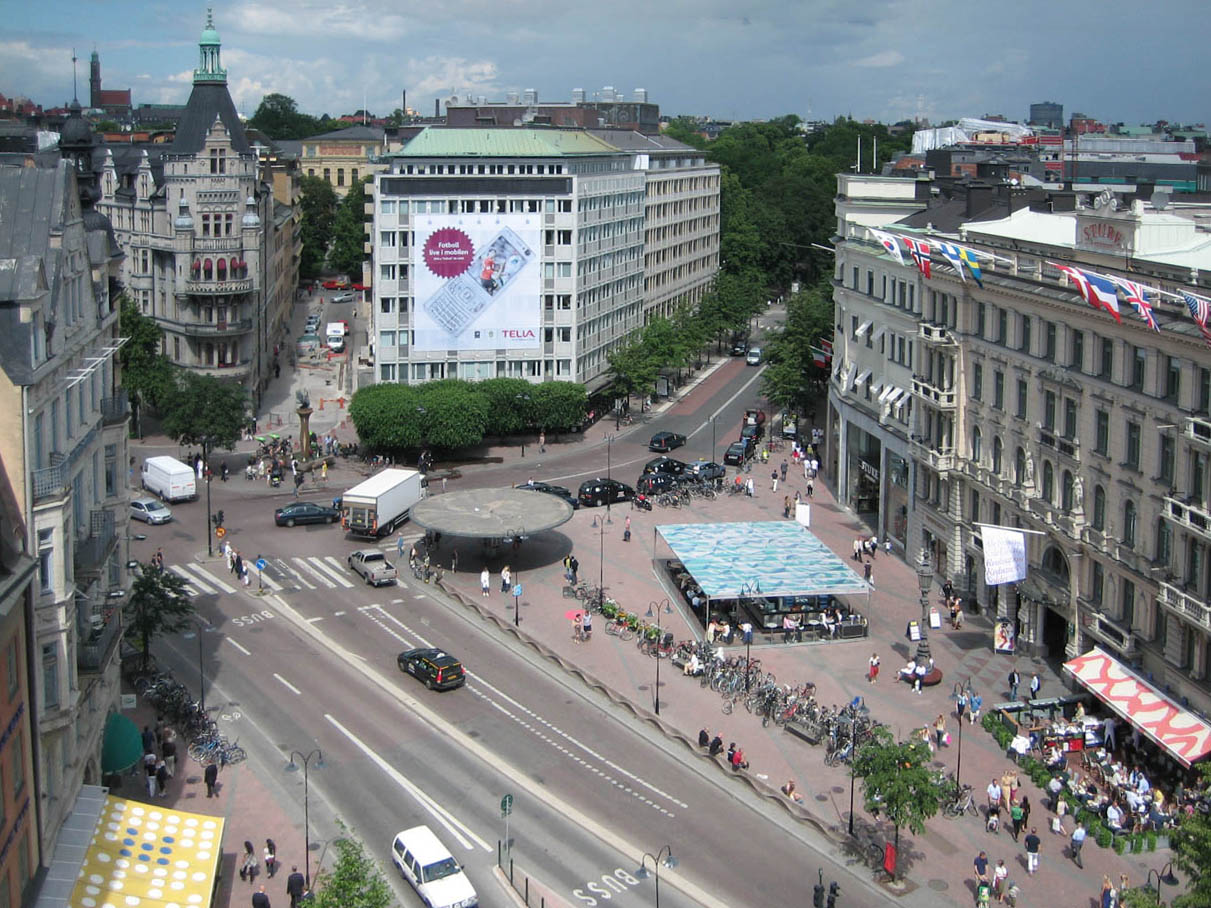
Stureplan, 2007.

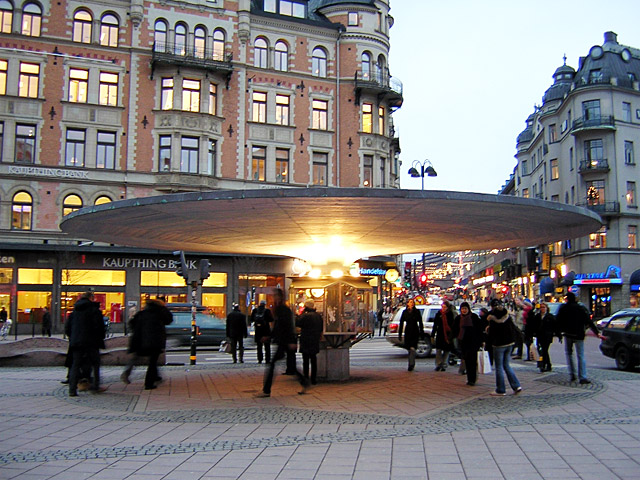
"Svampen" (il fungo), popolare luogo di ritrovo

Stureplan è un quartiere e una piazza nel centro di Stoccolma, fra Norrmalm e Östermalm.
Vi si trovano molti ristoranti, discoteche, negozi esclusivi ed è considerata luogo di ritrovo per giovani vip e i figli della famiglia reale svedese.
Vicino Stureplan si trova il parco Humlegården, dove si ubica la Biblioteca Reale (Kungliga Biblioteket). 
Stureplan è direttamente raggiungibile della stazione della metropolitana di Östermalmstorg.
Vicino alla piazza è inoltre ubicata l'Ambasciata cilena in Svezia.